# 12751 Kamihayashi
12751 Kamihayashi este un asteroid din centura principală de asteroizi.

## Descriere
12751 Kamihayashi este un asteroid din centura principală de asteroizi. A fost descoperit pe 15 martie 1993 la Kitami de Kin Endate și Kazuro Watanabe. Asteroidul prezintă o orbită caracterizată de o semiaxă mare de 2,37 ua, o excentricitate de 0,17 și o înclinație de 3,1° în raport cu ecliptica.